# Flughafen Wang’an

i7
i11
i13
| Jahr | Flugbe- wegungen | Passagiere | Fracht (in t) |
| ---- | ---------------- | ---------- | ------------- |
| 1991 | 1.898            | 9.501      | 65,5          |
| 1996 | 314              | 2.735      | –             |
| 2001 | 198              | 2.885      | –             |
| 2005 | 156              | 1.622      | 18,3          |
| 2006 | 194              | 2.422      | 30,0          |
| 2007 | 198              | 2.503      | 1,4           |
| 2008 | 200              | 2.708      | 0,6           |
| 2009 | 214              | 3.006      | 5,4           |
| 2010 | 202              | 2.857      | 0,1           |
| 2011 | 178              | 2.293      | –             |
| 2012 | 202              | 2.559      | –             |
| 2013 | 206              | 2.663      | 0,4           |
| 2014 | 198              | 2.575      | –             |
| 2015 | 152              | 1.765      | –             |
| 2016 | 142              | 1.268      | –             |

Der Flughafen Wang’an (chinesisch 望安機場, Pinyin Wàng'ān Jīchǎng, IATA-Code: WOT, ICAO-Code: RCWA) ist ein kleiner Flughafen in der Republik China (Taiwan). Er liegt auf der gleichnamigen Insel Wang’an (Gemeinde Wang’an), die zu den Penghu-Inseln (Pescadoren) gehört.

## Geschichte
Mit dem Flughafenbau wurde im Januar 1977 begonnen und er wurde Ende desselben Jahres fertiggestellt. Ursprünglich befand sich der Flughafen unter der Regie des Landkreises Penghu. Am 11. Mai 1991 übernahm die Taiwanische Zivilflughafenbehörde (TAA) das Management und der Flughafen wurde als Hilfsflughafen für den wesentlich größeren Flughafen auf der Nachbarinsel Magong reorganisiert. Im Juni 1994 ging ein neues Abfertigungsgebäude in Betrieb und die alte Asphalt-Start- und Landebahn wurde 1996 durch eine Bahn aus Beton ersetzt. Der Flugbetrieb war deswegen vom 10. März bis 17. Dezember 1996 unterbrochen.

## Flugverbindungen
Die einzige Flugverbindung, die von Wang’an aus besteht, wird durch Daily Air bedient und geht zum Flughafen Kaohsiung. Die Zahl der Passagiere war in den letzten 20 Jahren kontinuierlich rückläufig. Im Jahr 2016 wurden lediglich 1268 Passagiere auf 142 Flügen transportiert. Der wesentliche Grund ist wohl, dass vom viel größeren Flughafen Magong auf der Nachbarinsel wesentlich bessere und häufigere Verbindungen bestehen. Da der Betrieb des Flughafens wie bei allen kleinen Regionalflughäfen in Taiwan erheblich durch die Taiwanische Luftfahrtbehörde subventioniert werden muss, erscheint ungewiss, wie lange der Flugbetrieb auf Wang’an noch weiter aufrechterhalten wird.